# Xie Hui
Xie Hui (Chinesisch: 谢晖, Xiè Huī) (* 14. Februar 1975 in Shanghai) ist ein ehemaliger chinesischer Fußballspieler und jetziger Fußballtrainer.

## Spielerkarriere
Xie Hui spielte von 1994 bis 1999 bei dem chinesischen Club Shanghai Shenhua. Zur Rückrunde der Saison 1999/2000 kam er nach Deutschland und spielte für zwei Jahre in der 2. Bundesliga bei Alemannia Aachen. Nachdem er Anfang 2002 bis Saisonende nach Shanghai ausgeliehen worden war, wechselte er zur SpVgg Greuther Fürth, wo er sich jedoch nicht durchsetzen konnte. Ab 2003 bis Ende 2007 spielte Xie bei verschiedenen Vereinen in seiner Heimat. Von Januar 2008 bis Januar 2009 stand er beim SV Wehen Wiesbaden unter Vertrag, verließ den Zweitligisten aber nach einem Jahr und beendete seine Karriere.

## Trainerkarriere
Er startete seine Trainerkarriere als Co-Trainer bei Shanghai Shenhua im März 2009. Im März 2020 wurde er Cheftrainer beim chinesischen Zweitligisten Nantong Zhiyun. Seit April 2024 trainiert er den Erstligisten Changchun Yatai. In seiner Debütsaison belegte das Team den 9. Platz.